# Euphrosine notialis
Euphrosine notialis är en ringmaskart som beskrevs av Ehlers 1900. Euphrosine notialis ingår i släktet Euphrosine och familjen Euphrosinidae. Inga underarter finns listade i Catalogue of Life.